# Eisenberg (Pfalz)
Eisenberg (Pfalz) – miasto w Niemczech, w kraju związkowym Nadrenia-Palatynat, w powiecie Donnersberg, siedziba gminy związkowej Eisenberg (Pfalz).

## Współpraca
Miejscowość partnerska:
- Eisenberg, Turyngia